# Le Puid
Le Puid ist eine französische Gemeinde im Département Vosges in der Region Grand Est (bis 2015 Lothringen). Sie gehört zum Arrondissement Saint-Dié-des-Vosges und zum Kanton Raon-l’Étape. Die Bewohner nennen sich Piédestain(e)s.
Die angrenzenden Gemeinden sind Le Mont, Le Saulcy und Belval im Norden, Le Vermont im Osten, Grandrupt und Châtas im Süden, Ménil-de-Senones im Südwesten sowie Vieux-Moulin im Westen.

## Bevölkerungsentwicklung
| 1962 | 1968 | 1975 | 1982 | 1990 | 1999 | 2006 | 2017 |
| ---- | ---- | ---- | ---- | ---- | ---- | ---- | ---- |
| 117  | 78   | 83   | 82   | 80   | 90   | 99   | 102  |

## Geschichte
Am 24. September 1944 wurde im Rahmen der Aktion Waldfest durch Wehrmacht und Gestapo eine Razzia durchgeführt. Dabei plünderte das Einsatzkommando Ernst die Häuser. 21 Männer wurden über das Sicherungslager Schirmeck in das KZ Dachau deportiert. 19 von ihnen überlebten die Haft nicht.

## Sehenswürdigkeiten
- Kirche Mariä Himmelfahrt (Église de l’Assomption-de-Notre-Dame)

|  |  |  |